# Llista de monuments de Sallent
Llista de monuments de Sallent inclosos en l'Inventari del Patrimoni Arquitectònic Català per al municipi de Sallent (Bages). Inclou els inscrits en el Registre de Béns Culturals d'Interès Nacional (BCIN) amb la classificació de monuments històrics i els béns culturals d'interès local (BCIL) de caràcter arquitectònic.
| Monument                                          | Protecció    | Estil/època                                 | Localització                                                    | Coordenades                                          | Codi?         | Imatge |
| ------------------------------------------------- | ------------ | ------------------------------------------- | --------------------------------------------------------------- | ---------------------------------------------------- | ------------- | --- |
| Castell de Sallent                                | BCIN 1388-MH | XII-XIV                                     | Sallent                                                         | 41° 49′ 05″ N, 1° 54′ 10″ E / 41.818172°N,1.902872°E | RI-51-0005626 | Castell de Sallent · Vegeu més fotos d'aquest monument · Carregueu una nova foto d'aquest monument                                    |
| Castell de Cornet o el Castellet                  | BCIN 1389-MH | XII-XIII                                    | Sallent                                                         | 41° 51′ 58″ N, 1° 55′ 01″ E / 41.866011°N,1.917018°E | RI-51-0005627 | Castell de Cornet (Sallent) · Vegeu més fotos d'aquest monument · Carregueu una nova foto d'aquest monument                           |
| Torre de Serra-sanç                               | BCIN 1390-MH | XII                                         | Sallent                                                         | 41° 50′ 51″ N, 1° 53′ 42″ E / 41.847572°N,1.894915°E | RI-51-0005628 | Torre de Serra-sanç (Sallent) · Vegeu més fotos d'aquest monument · Carregueu una nova foto d'aquest monument                         |
| Església parroquial de Santa Maria                |              | Eclecticisme XX                             | Sallent Pl. de Santa Maria                                      | 41° 49′ 26″ N, 1° 53′ 48″ E / 41.823900°N,1.896668°E | IPA-16924     | Església parroquial de Santa Maria (Sallent) · Vegeu més fotos d'aquest monument · Carregueu una nova foto d'aquest monument          |
| Casa Gran                                         |              | Gòtic XIV                                   | Sallent Pl. de la Pau                                           | 41° 49′ 27″ N, 1° 53′ 44″ E / 41.824203°N,1.895422°E | IPA-16927     | Casa Gran (Sallent) · Vegeu més fotos d'aquest monument · Carregueu una nova foto d'aquest monument                                   |
| Cal Sorribas o Cal Valls o Tinell del bisbe Valls |              | Obra popular XIX                            | Sallent C. Sant Bernat, 20                                      | 41° 49′ 24″ N, 1° 53′ 44″ E / 41.823251°N,1.895679°E | IPA-16928     | Cal Sorribas (Sallent) · Vegeu més fotos d'aquest monument · Carregueu una nova foto d'aquest monument                                |
| Cal Beringues o Cal Badia                         |              | Eclecticisme XX Inici                       | Sallent C. Àngel Guimerà                                        | 41° 49′ 29″ N, 1° 53′ 47″ E / 41.824643°N,1.896336°E | IPA-16929     | Cal Beringues (Sallent) · Vegeu més fotos d'aquest monument · Carregueu una nova foto d'aquest monument                               |
| Biblioteca Popular Sant Antoni Maria Claret       |              | Noucentisme XX                              | Sallent Pg. de la Biblioteca                                    | 41° 49′ 17″ N, 1° 53′ 55″ E / 41.821469°N,1.898552°E | IPA-16930     | Biblioteca Popular Sant Antoni Maria Claret (Sallent) · Vegeu més fotos d'aquest monument · Carregueu una nova foto d'aquest monument |
| Grup Escolar Torres Amat                          |              | Noucentisme XX                              | Sallent Pg. de la Biblioteca                                    | 41° 49′ 22″ N, 1° 53′ 54″ E / 41.822755°N,1.898445°E | IPA-16931     | Grup Escolar Torres Amat (Sallent) · Vegeu més fotos d'aquest monument · Carregueu una nova foto d'aquest monument                    |
| Cal Sellarès o Ca l'Iglésies                      |              | Modernisme XIX Final                        | Sallent Carretera, 10                                           | 41° 49′ 28″ N, 1° 53′ 30″ E / 41.824392°N,1.891566°E | IPA-16932     | Cal Sallarés (Sallent) · Vegeu més fotos d'aquest monument · Carregueu una nova foto d'aquest monument                                |
| Rectoria vella                                    |              | Obra popular XVIII                          | Sallent C. Clos, 4                                              | 41° 49′ 25″ N, 1° 53′ 46″ E / 41.823473°N,1.896229°E | IPA-16934     | Rectoria vella (Sallent) · Vegeu més fotos d'aquest monument · Carregueu una nova foto d'aquest monument                              |
| Cal Martorano                                     |              | Eclecticisme XIX Final                      | Sallent C. Clos, 21                                             | 41° 49′ 22″ N, 1° 53′ 47″ E / 41.822877°N,1.896527°E | IPA-16935     | Carregueu una nova foto d'aquest monument                                                                                             |
| Habitatge al carrer Clos, 23                      |              | Obra popular XVIII-XIX                      | Sallent C. Clos, 23                                             | 41° 49′ 22″ N, 1° 53′ 48″ E / 41.82291°N,1.89657°E   | IPA-16936     | Habitatge al carrer Clos, 23 (Sallent) · Vegeu més fotos d'aquest monument · Carregueu una nova foto d'aquest monument                |
| Muralles de la Riereta                            |              | Obra popular XIV-XVIII                      | Sallent Darrera dels carrers Clos Portalet                      | 41° 49′ 22″ N, 1° 53′ 44″ E / 41.822826°N,1.895482°E | IPA-16937     | Muralles de la Riereta (Sallent) · Vegeu més fotos d'aquest monument · Carregueu una nova foto d'aquest monument                      |
| Casa natal de sant Antoni Maria Claret            |              | Obra popular, historicisme XVII-XVIII       | Sallent C. Cós, 4                                               | 41° 49′ 28″ N, 1° 53′ 43″ E / 41.824518°N,1.895320°E | IPA-16938     | Casa natal de sant Antoni Maria Claret (Sallent) · Vegeu més fotos d'aquest monument · Carregueu una nova foto d'aquest monument      |
| Ca l'Ardenui                                      |              | Obra popular XVI-XVIII                      | Sallent C. Cós, 7                                               | 41° 49′ 29″ N, 1° 53′ 41″ E / 41.824718°N,1.894595°E | IPA-16939     | Ca l'Ardenuy (Sallent) · Vegeu més fotos d'aquest monument · Carregueu una nova foto d'aquest monument                                |
| Cal Jaume de la Competència o Casa Xipell         |              | Neoclassicisme-romàntic, obra popular XVIII | Sallent C. Cós, 28                                              | 41° 49′ 30″ N, 1° 53′ 40″ E / 41.825059°N,1.894432°E | IPA-16940     | Cal Jaume de la Competència (Sallent) · Vegeu més fotos d'aquest monument · Carregueu una nova foto d'aquest monument                 |
| Cal Tomasó                                        |              | Obra popular, gòtic tardà XVIII             | Sallent C. Cós, 37                                              | 41° 49′ 31″ N, 1° 53′ 39″ E / 41.825303°N,1.894203°E | IPA-16941     | Cal Tomasó (Sallent) · Vegeu més fotos d'aquest monument · Carregueu una nova foto d'aquest monument                                  |
| Monument del Pare Claret                          |              | Modernisme XX                               | Sallent Pl. Sant Antoni M. Claret                               | 41° 49′ 27″ N, 1° 53′ 48″ E / 41.824225°N,1.896784°E | IPA-16944     | Monument del Pare Claret (Sallent) · Vegeu més fotos d'aquest monument · Carregueu una nova foto d'aquest monument                    |
| Parc municipal Pere Sallés                        |              | XX                                          | Sallent Pg. de la Biblioteca                                    | 41° 49′ 22″ N, 1° 53′ 51″ E / 41.822882°N,1.897626°E | IPA-16945     | Parc municipal Pere Sallés (Sallent) · Vegeu més fotos d'aquest monument · Carregueu una nova foto d'aquest monument                  |
| Casa al carrer Prat de la Riba                    |              | Obra popular XX                             | Sallent C. Prat de la Riba, 38                                  | 41° 49′ 33″ N, 1° 53′ 47″ E / 41.825872°N,1.896381°E | IPA-16946     | Carregueu una nova foto d'aquest monument                                                                                             |
| Cal Mingu                                         |              | XX                                          | Sallent C. Sant Víctor                                          | 41° 49′ 29″ N, 1° 53′ 50″ E / 41.824648°N,1.897092°E | IPA-16947     | Cal Mingu (Sallent) · Vegeu més fotos d'aquest monument · Carregueu una nova foto d'aquest monument                                   |
| Cal Fèlix o Ca l'Iglésies                         |              | Eclecticisme XIX Final                      | Sallent Carretera de Berga, 8                                   | 41° 49′ 29″ N, 1° 53′ 29″ E / 41.824641°N,1.891321°E | IPA-16949     | Cal Fèlix (Sallent) · Vegeu més fotos d'aquest monument · Carregueu una nova foto d'aquest monument                                   |
| Cal Torres                                        |              | Obra popular XVII-XVIII, XX                 | Sallent C. Pont, 2                                              | 41° 49′ 27″ N, 1° 53′ 37″ E / 41.824286°N,1.893723°E | IPA-16950     | Cal Torres (Sallent) · Vegeu més fotos d'aquest monument · Carregueu una nova foto d'aquest monument                                  |
| Fàbrica Sala                                      |              | Modernisme XX Inici                         | Sallent C. Sant Bernat                                          | 41° 49′ 20″ N, 1° 53′ 50″ E / 41.822098°N,1.897271°E | IPA-16951     | Fàbrica Sala (Sallent) · Vegeu més fotos d'aquest monument · Carregueu una nova foto d'aquest monument                                |
| Capella de Nostra Senyora dels Miracles           |              | Obra popular XIX Final                      | Sallent C. Pamplona, prop del mas Pujol.                        | 41° 49′ 10″ N, 1° 53′ 41″ E / 41.819532°N,1.894792°E | IPA-16952     | Capella de Nostra Senyora dels Miracles (Sallent) · Vegeu més fotos d'aquest monument · Carregueu una nova foto d'aquest monument     |
| Cal Sala                                          |              | Eclecticisme XIX, XX                        | Sallent C. Sant Bernat, 31-33                                   | 41° 49′ 20″ N, 1° 53′ 48″ E / 41.822341°N,1.896586°E | IPA-16953     | Cal Sala (Sallent) · Vegeu més fotos d'aquest monument · Carregueu una nova foto d'aquest monument                                    |
| Cal Traval                                        |              | Obra popular XVII-XVIII                     | Sallent C. Torres Amat, 2                                       | 41° 49′ 26″ N, 1° 53′ 44″ E / 41.823997°N,1.895474°E | IPA-16954     | Cal Traval (Sallent) · Vegeu més fotos d'aquest monument · Carregueu una nova foto d'aquest monument                                  |
| Habitatge al carrer Torres Amat, 20               |              | Obra popular XVIII-XIX                      | Sallent C. Torres Amat, 20 (enderrocat)                         | 41° 49′ 26″ N, 1° 53′ 42″ E / 41.82395°N,1.89487°E   | IPA-16955     | Habitatge al carrer Torres Amat, 20 (Sallent) · Vegeu més fotos d'aquest monument · Carregueu una nova foto d'aquest monument         |
| Cal Claret                                        | BCIL 1983    | Gòtic tardà, obra popular XVIII             | Sallent C. Torres Amat, 23                                      | 41° 49′ 27″ N, 1° 53′ 41″ E / 41.824124°N,1.894629°E | IPA-16956     | Cal Claret (Sallent) · Vegeu més fotos d'aquest monument · Carregueu una nova foto d'aquest monument                                  |
| Mas Rocaus                                        |              | Obra popular Medieval-XVIII                 | Sallent Enderrocat                                              | 41° 49′ 28″ N, 1° 53′ 17″ E / 41.824485°N,1.888193°E | IPA-16957     | Mas Rocaus (Sallent) · Vegeu més fotos d'aquest monument · Carregueu una nova foto d'aquest monument                                  |
| Creu de terme o de cementiri                      |              | Barroc XVIII                                | Sallent Interior del cementiri parroquial de Cornet             | 41° 53′ 37″ N, 1° 56′ 13″ E / 41.893660°N,1.937071°E | IPA-16958     | Creu de terme o de cementiri (Sallent) · Vegeu més fotos d'aquest monument · Carregueu una nova foto d'aquest monument                |
| La Pescadora                                      |              | Modernisme XX Inici                         | Sallent Prop del riu entre cal Sala i les Culleres              | 41° 49′ 22″ N, 1° 53′ 44″ E / 41.822809°N,1.895530°E | IPA-16959     | La Pescadora (Sallent) · Vegeu més fotos d'aquest monument · Carregueu una nova foto d'aquest monument                                |
| Cal Moliner del Nas Ratat                         |              | Obra popular XVIII                          | Sallent C. Torres Amat                                          | 41° 49′ 26″ N, 1° 53′ 42″ E / 41.823820°N,1.894863°E | IPA-16960     | Cal Moliner del Nas Ratat (Sallent) · Vegeu més fotos d'aquest monument · Carregueu una nova foto d'aquest monument                   |
| Fàbrica de Cal Torres                             |              | Obra popular XIX                            | Sallent C. del Pont, 2                                          | 41° 49′ 28″ N, 1° 53′ 39″ E / 41.824390°N,1.894167°E | IPA-16961     | Fàbrica de Cal Torres (Sallent) · Vegeu més fotos d'aquest monument · Carregueu una nova foto d'aquest monument                       |
| Ca l'Arau                                         |              | Modernisme XX Inici                         | Sallent Sant Bernat, 11                                         | 41° 49′ 25″ N, 1° 53′ 43″ E / 41.82368°N,1.895311°E  | IPA-16965     | Ca l'Arau (Sallent) · Vegeu més fotos d'aquest monument · Carregueu una nova foto d'aquest monument                                   |
| Cal València                                      |              | Obra popular XVIII                          | Sallent C. Pont, 39, la Rampinya                                | 41° 49′ 20″ N, 1° 53′ 31″ E / 41.822262°N,1.892048°E | IPA-16966     | Cal València (Sallent) · Vegeu més fotos d'aquest monument · Carregueu una nova foto d'aquest monument                                |
| Carrer del Pont o la Rampinya                     |              | Obra popular XVII-XVIII, XIX                | Sallent C. del Pont, la Rampinya                                | 41° 49′ 22″ N, 1° 53′ 32″ E / 41.822813°N,1.892270°E | IPA-16967     | Carrer del Pont (Sallent) · Vegeu més fotos d'aquest monument · Carregueu una nova foto d'aquest monument                             |
| Església de Santa Maria de Cornet                 |              | Romànic, barroc XII, XVII                   | Sallent Cornet                                                  | 41° 53′ 43″ N, 1° 56′ 14″ E / 41.895336°N,1.937220°E | IPA-16968     | Església de Santa Maria de Cornet (Sallent) · Vegeu més fotos d'aquest monument · Carregueu una nova foto d'aquest monument           |
| Pont del Vilar                                    |              | XIV                                         | Sallent Sobre la riera de Soldevila                             | 41° 49′ 00″ N, 1° 53′ 28″ E / 41.816776°N,1.891047°E | IPA-16984     | Pont del Vilar (Sallent) · Vegeu més fotos d'aquest monument · Carregueu una nova foto d'aquest monument                              |
| Pont Vell, Pont del Batlle Pere Otger             |              | XVIII                                       | Sallent A l'entrada del poble sobre el riu Llobregat            | 41° 49′ 26″ N, 1° 53′ 35″ E / 41.823856°N,1.893056°E | IPA-16985     | Pont Vell (Sallent) · Vegeu més fotos d'aquest monument · Carregueu una nova foto d'aquest monument                                   |
| Mas l'Illa                                        |              | Obra popular XVI-XVIII                      | Sallent Cabrianes                                               | 41° 48′ 30″ N, 1° 54′ 01″ E / 41.808407°N,1.900280°E | IPA-16986     | Mas l'Illa (Sallent) · Vegeu més fotos d'aquest monument · Carregueu una nova foto d'aquest monument                                  |
| Mas de Palau                                      |              | Obra popular XI-XVII                        | Sallent Darrere de la Biblioteca Popular (enderrocat)           |                                                      | IPA-16987     | Carregueu una nova foto d'aquest monument                                                                                             |
| Torre del Gas o Torre de l'Aigua                  |              | Eclecticisme XIX                            | Sallent A la fàbrica vella, Poble Nou                           | 41° 49′ 41″ N, 1° 53′ 27″ E / 41.827932°N,1.890710°E | IPA-16990     | Torre del Gas (Sallent) · Vegeu més fotos d'aquest monument · Carregueu una nova foto d'aquest monument                               |
| Cal Soldevila                                     |              | Obra popular XVII-XVIII                     | Sallent La Rampinya                                             | 41° 52′ 23″ N, 1° 53′ 37″ E / 41.873001°N,1.893558°E | IPA-16993     | Mas de Soldevila (Sallent) · Vegeu més fotos d'aquest monument · Carregueu una nova foto d'aquest monument                            |
| Mas Pujol                                         |              | Obra popular XVII, XX                       | Sallent La Rampinya                                             | 41° 49′ 11″ N, 1° 53′ 42″ E / 41.819624°N,1.895031°E | IPA-16994     | Mas el Pujol (Sallent) · Vegeu més fotos d'aquest monument · Carregueu una nova foto d'aquest monument                                |
| El Colomer del Solà                               |              | Obra popular XVI                            | Sallent Proper al mas del Solà                                  | 41° 49′ 35″ N, 1° 54′ 35″ E / 41.826331°N,1.909727°E | IPA-16995     | El Colomer del Solà (Sallent) · Vegeu més fotos d'aquest monument · Carregueu una nova foto d'aquest monument                         |
| Mas de Sant Pere                                  |              | Obra popular                                | Sallent Sant Pere de Serraïma                                   | 41° 50′ 27″ N, 1° 55′ 15″ E / 41.840811°N,1.920948°E | IPA-16996     | Mas de Sant Pere (Sallent) · Vegeu més fotos d'aquest monument · Carregueu una nova foto d'aquest monument                            |
| Mas el Sellerers                                  |              | Obra popular XVII-XVIII                     | Sallent Sant Pere de Serraïma                                   | 41° 50′ 30″ N, 1° 55′ 13″ E / 41.841689°N,1.920379°E | IPA-16997     | Mas del Sellarés (Sallent) · Vegeu més fotos d'aquest monument · Carregueu una nova foto d'aquest monument                            |
| Fàbrica Cal Berenguer de Cabrianes                |              | Modernisme XX Inici                         | Sallent Cabrianes                                               | 41° 47′ 57″ N, 1° 54′ 14″ E / 41.799084°N,1.903906°E | IPA-17000     | Fàbrica Berenguer de Cabrianes (Sallent) · Vegeu més fotos d'aquest monument · Carregueu una nova foto d'aquest monument              |
| Fàbrica de Guix                                   |              | Obra popular XIX Final                      | Sallent Camí de Cabrianes, barriada del Guix                    | 41° 48′ 56″ N, 1° 54′ 10″ E / 41.815556°N,1.902867°E | IPA-17001     | Fàbrica de Guix (Sallent) · Vegeu més fotos d'aquest monument · Carregueu una nova foto d'aquest monument                             |
| Pont de Cabrianes                                 |              | Gòtic XVI                                   | Sallent Sobre el Llobregat, al mas Soler de Cabrianes           | 41° 46′ 21″ N, 1° 54′ 15″ E / 41.7724°N,1.904216°E   | IPA-17003     | Pont de Cabrianes (Sallent) · Vegeu més fotos d'aquest monument · Carregueu una nova foto d'aquest monument                           |
| Pou de glaç del Solà del Vilar                    |              | Obra popular XVII                           | Sallent Prop del riu Cornet, a l'antic abocador d'escombreries. | 41° 50′ 08″ N, 1° 53′ 47″ E / 41.835615°N,1.896346°E | IPA-17004     | Pou de glaç del Solà del Vilar (Sallent) · Vegeu més fotos d'aquest monument · Carregueu una nova foto d'aquest monument              |
| Església de Sant Pere de Serraïma                 |              | Romànic XI, XVI-XVII, XIX                   | Sallent Serraïma                                                | 41° 50′ 25″ N, 1° 55′ 10″ E / 41.840193°N,1.919356°E | IPA-17005     | Església de Sant Pere de Serraïma (Sallent) · Vegeu més fotos d'aquest monument · Carregueu una nova foto d'aquest monument           |
| Castell Carlista o Fortí de la Rapinya            |              | XIX Final                                   | Sallent                                                         | 41° 49′ 20″ N, 1° 53′ 29″ E / 41.822291°N,1.891313°E | IPA-17006     | Castell Carlista (Sallent) · Vegeu més fotos d'aquest monument · Carregueu una nova foto d'aquest monument                            |

El pont del Conangle està entre els termes de Sallent i Balsareny. Vegeu la llista de monuments de Balsareny.